# أم جميل بنت قطبة بن عامر
أم جميل بنت قطبة بن عامر صحابية جليلة , اسمها أم جميل بنت قطبة بن عامر بن حديدة بن عمرو بن سواد بن غنم بن كعب بن سلمة وأمها أم عمرو بنت عمرو بن حديدة بن عمرو بن سواد بن غنم بن كعب بن سلمة , أبوها هو الصحابي قطبة بن عامر بن حديدة , تزوجها عثمان بن خلدة بن مخلد بن عامر بن زريق فولدت له إمامة , ثم خلف عليها زيد بن ثابت من بني مالك بن النجار , ثم خلف عليها أنس بن مالك من بني عدي بن النجار , أسلمت أم جميل وبايعت الرسول محمد , وأمها مبايعة وجدتها أم أمها مبايعة.